# 新山 (馬)
新山，是日本純種競賽馬匹。生涯稱霸中長距離賽事，爲日本賽馬史上第二匹經典三冠馬，因於贏得八大競走中的其中五項賽事而被稱爲「五冠馬」，亦因生涯未曾跌出前二的彪炳戰績被稱爲「神馬」。

## 出賽前
1961年4月2日出生於北海道浦河町松橋吉松牧場，成長途中被前往牧場探視馬主橋元幸吉相中並以320萬日圓購入。
其後交由京都競馬場練馬師武田文吾訓練。

## 競賽生涯

### 3歲（現2歲）
1963年11月10日出戰京都競馬場的3歲新馬，比賽途中於第三彎道開始取得領先，進入直路後成功加速衝刺並拋離第二名4馬位取得首勝。

### 4歲（現3歲）
1964年1月勝出一場公開賽後，陣營安排其出戰東京競馬場的春季錦標作爲皋月賞的熱身。比賽途中其再次發揮自身優秀的實力，於直路的爭奪中一舉擊敗兩匹強敵Umeno Chikara及Tokino Parade取得首個重賞冠軍。
4月19日按照計劃出戰皋月賞，賽前獲得第一人氣。比賽開始後，其率先衝出搶佔位置於先頭推進，進入直路後經已取得領先，最終其於直路上繼續衝刺力拒後方Asuka的來襲，成功以3/4馬位壓過對手出得首個八大競走優勝。
完成皋月賞後因練馬師武田文吾認爲其訓練不足，因而安排其出戰一場公開賽作調整，然而於其中未能追上領放的Yamanin Shiro，最終第二完賽吞下生涯首敗。
5月31日出戰東京優駿（日本打吡），如同皋月賞一樣成爲第一人氣。比賽開始後，其於中團位置展開追走，通過最後彎道時抽出外檔加速。進入直路後，其一度於外檔位置衝刺取得領先，但於直路中段稍爲被內欄的Umeno Chikara超越，所幸於騎師栗田勝加鞭之下其開啟二段加速，最終以3/4馬位戰勝對手取得第二冠。
完成打吡後其前往北海道放草避暑，其後返回京都競馬場調整。然而當時日本正面臨40年以來前所未有的酷熱天氣，使得新山狀態嚴重下降，需要練馬師武田於馬房內設置風扇降溫才令其有所好轉。
鑑於夏季的狀態下降，陣營決定安排其於菊花賞前先出戰公開賽及京都盃作熱身，然而兩場比賽均未能取勝只奪得第二。
11月15日出戰菊花賞，比賽初段由Kane Keyaki快放並一度拉開主馬群若20馬位，而新山則保持穩定的節奏推進。進入直路後，早前領放的Kane Keyaki開始失速，新山與其他賽駒則趁機加速衝刺，憑藉優勢的速度，其於最後200米成功超越處於領先位置的Umeno Chikara，以2 1/2馬位優勢奪冠，成爲日本史上第二匹亦爲戰後第一匹經典三冠馬。
年末，由於其達成經典三冠，於評選中當選最佳4歲雄馬，亦成功當選日本馬王。

### 5歲（現4歲）
進入1965年，陣營原先打算安排其出戰產經大阪盃其後接戰春季天皇賞，然而因年初被診斷出馬蹄有炎症跡象加上腰部疼痛，因而改變計劃以寶塚紀念爲目標。
作爲熱身，其於5月及6月出戰兩場公開賽，均於其中以良好表現獲勝。
6月27日按照計劃出戰寶塚紀念，比賽途中面對大爛地仍然可以保持優秀的速度及穩定的節奏，一直處於有利位置下成功於最後彎道抽出外檔望空。進入直路後，其一舉加速衝刺超越前方所後馬匹，及後保持速度抵擋Ballymoss Nisei的追擊，以1/2馬位優勢取得冠軍。
夏季休養過後於一場公開賽取得冠軍後出戰秋季目黑紀念，於其中成功克服高達63公斤的負磅，以輕鬆的姿態取得勝利。
11月23日出戰秋季天皇賞，於直路上成功超越一路領放的Miharukasu，以2馬位優勢取得勝利。
完成秋季天皇賞後其於12月18日出戰公開賽，但於其中因重負磅陷入不利局面，最終以第二完賽。
12月26日出戰有馬紀念，比賽途中無視前方領放的Miharukasu領放於中團靠後位置追走。通過第四彎道前加速並如Miharukasu一同進入直路。然而此時Miharukasu突然抽出外檔並逸走，導致新山被迫出更外檔的位置並一度消失於直播畫面之中。隨後經過調整，新山以凌厲的姿態於直路外檔不斷加速，最終以1 3/4馬位戰勝對手奪冠。根據當時日本賽馬的制度，被視爲中央賽馬最高榮耀的八大競走之中的櫻花賞及優駿牝馬（日本橡樹大賽）爲雌馬限定賽事，而當時亦有規定勝出天皇賞（不論春秋）的賽駒不被允許再度出戰天皇賞，因而新山勝出有馬紀念後，經已奪得所有其被允許出戰的八大競走賽事，成爲史無前例的「五冠馬」。
其後陣營宣佈安排其退役，並於1966年1月9日及16日分別於東京競馬場及京都競馬場舉行退役儀式。
年末，由於其於年度勝出多項賽事，於評選中當選最佳5歲及以上雄馬，亦蟬聯日本馬王寶座。

### 詳細賽績
| 日期       | 舉辦國家 | 馬場 | 距離   | 級別     | 賽事名稱       | 負重 | 騎師     | 馬號 | 出馬 | 名次 | 時間   | 頭馬（二馬）        |
| ---------- | -------- | ---- | ------ | -------- | -------------- | ---- | -------- | ---- | ---- | ---- | ------ | ------------------- |
| 10/11/1963 | 日本     | 京都 | 草1200 |          | 3歲新馬        | 51   | 栗田勝   | 3    | 14   | 1    | 1:13.9 | （Hoshitsuki）      |
| 30/11/1963 | 日本     | 阪神 | 草1400 |          | 公開賽         | 51   | 栗田勝   | 1    | 5    | 1    | 1:25.7 | （Able Man）        |
| 14/12/1963 | 日本     | 阪神 | 草1600 |          | 三歲中距離特別 | 55   | 栗田勝   | 7    | 8    | 1    | 1:40.0 | （Okurayama）       |
| 4/1/1964   | 日本     | 京都 | 草1600 |          | 公開賽         | 53   | 栗田勝   | 5    | 5    | 1    | 1:42.3 | （Hanabishi）       |
| 29/3/1964  | 日本     | 東京 | 草1800 | 重賞     | 春季錦標       | 55   | 栗田勝   | 3    | 14   | 1    | 1:51.3 | （Yamanin Shiro）   |
| 19/4/1964  | 日本     | 東京 | 草2000 | 八大競走 | 皋月賞         | 57   | 栗田勝   | 6    | 25   | 1    | 2:04.1 | （Asuka）           |
| 16/5/1964  | 日本     | 東京 | 草1800 |          | 公開賽         | 57   | 栗田勝   | 3    | 12   | 2    | 1:50.8 | Yamanin Shiro       |
| 31/5/1964  | 日本     | 東京 | 草2400 | 八大競走 | 東京優駿       | 57   | 栗田勝   | 10   | 27   | 1    | 2:28.8 | （Umeno Chikara）   |
| 10/10/1964 | 日本     | 阪神 | 草1800 |          | 公開賽         | 60   | 栗田勝   | 8    | 12   | 2    | 1:51.6 | Ichimikado          |
| 1/11/1964  | 日本     | 京都 | 草1800 | 重賞     | 京都盃         | 60   | 栗田勝   | 3    | 6    | 2    | 1:52.1 | Ballymoss Nisei     |
| 15/11/1964 | 日本     | 京都 | 草3000 | 八大競走 | 菊花賞         | 57   | 栗田勝   | 2    | 12   | 1    | 3:13.8 | （Umeno Chikara）   |
| 29/5/1965  | 日本     | 阪神 | 草1600 |          | 公開賽         | 59   | 武田博   | 1    | 7    | 1    | 1:37.7 | （Yamahiro）        |
| 13/6/1965  | 日本     | 阪神 | 草1850 |          | 公開賽         | 59   | 武田博   | 2    | 6    | 1    | 1:53.7 | （Yamahiro）        |
| 27/6/1965  | 日本     | 阪神 | 草2000 | 重賞     | 寶塚紀念       | 59   | 栗田勝   | 5    | 6    | 1    | 2:06.3 | （Ballymoss Nisei） |
| 2/10/1965  | 日本     | 阪神 | 草1850 |          | 公開賽         | 57   | 武田博   | 10   | 10   | 1    | 1:54.0 | （Hikaru Polar）    |
| 3/11/1965  | 日本     | 東京 | 草2500 | 重賞     | 秋季目黑紀念   | 63   | 栗田勝   | 6    | 11   | 1    | 2:42.2 | （Bull Takachiho）  |
| 23/11/1965 | 日本     | 東京 | 草3200 | 八大競走 | 秋季天皇賞     | 58   | 栗田勝   | 9    | 12   | 1    | 3:22.7 | （Haku Zuiko）      |
| 18/12/1965 | 日本     | 中山 | 草2000 |          | 公開賽         | 60   | 武田博   | 3    | 5    | 2    | 2:05.5 | Kuridy              |
| 26/12/1965 | 日本     | 中山 | 草2600 |          | 有馬紀念       | 56   | 松本善登 | 4    | 8    | 1    | 2:47.2 | （Miharukasu）      |

## 退役後
1984年新山被選出爲日本中央競馬會第8匹殿堂馬。
退役後，新山成爲了配種馬，於北海道浦河町谷川牧場休養，在1966年進行配種。首匹子嗣於1967年出生。首批子嗣可於1969年出賽。1972年6月11日，Shingun在金鯱賞取勝，成爲首匹勝出重賞的子嗣。1981年11月8日，Minagawa Manna於菊花賞取勝，成爲首匹勝出八大競走的新山子嗣。1985年3月24日，美浦新山在春季錦標取勝，成爲首匹勝出分級賽的子嗣。4月14日，美浦新山於皋月賞取勝，成爲首匹勝出一級賽的子嗣。
1987年由於年老導致受精能力底下，最終由配種馬退役並繼續於谷川牧場進行養老生活。
1994年2月以來身體開始轉差，出現視力下降、牙齒剝落等症狀，最終於1996年7月13日因衰老以36歲（現35歲）高齡死亡。

### 主要子嗣

#### 一級賽優勝馬
粗體字為一級賽
1982年生
- 美浦新山（春季錦標、皋月賞、京都新聞盃、菊花賞、美國賽馬會盃、日經賞、春季天皇賞）

## 血統簡介
父系Hindostan爲英國賽駒，生涯戰績不俗，曾勝出早期的愛爾蘭打吡。祖父Bois Roussel爲法國生產的英國賽駒，曾勝出葉森打吡。
母系Hayanobori爲日本馬匹，生涯無出賽紀錄。外祖父Hayatake亦爲日本馬匹，因年代久遠未能查找到有關出賽紀錄。

### 血統表
| 父線：Bois Roussel系（St. Simon系）                                        |                                      |                 |                          |
| 種馬 Hindostan 1949年（深棗色）                                            | Bois Roussel 1935年（深棗色）        | Vatout          | Prince Chinmay           |
| 種馬 Hindostan 1949年（深棗色）                                            | Bois Roussel 1935年（深棗色）        | Vatout          | Vasthi                   |
| 種馬 Hindostan 1949年（深棗色）                                            | Bois Roussel 1935年（深棗色）        | Plucky Liege    | Spearmint                |
| 種馬 Hindostan 1949年（深棗色）                                            | Bois Roussel 1935年（深棗色）        | Plucky Liege    | Concertina               |
| 種馬 Hindostan 1949年（深棗色）                                            | Sonibai 1939年（棗色）               | Salario         | Gainsborough             |
| 種馬 Hindostan 1949年（深棗色）                                            | Sonibai 1939年（棗色）               | Salario         | Sun Worship              |
| 種馬 Hindostan 1949年（深棗色）                                            | Sonibai 1939年（棗色）               | Udaipur         | Blanford                 |
| 種馬 Hindostan 1949年（深棗色）                                            | Sonibai 1939年（棗色）               | Udaipur         | Uganda                   |
| 繁殖雌馬 Hayanobori 1949年（栗色）                                         | Hayatake 1939年（棗色）              | Theft           | Tetratema                |
| 繁殖雌馬 Hayanobori 1949年（栗色）                                         | Hayatake 1939年（棗色）              | Theft           | Voleuse                  |
| 繁殖雌馬 Hayanobori 1949年（栗色）                                         | Hayatake 1939年（棗色）              | Hiryu           | Clackmannan              |
| 繁殖雌馬 Hayanobori 1949年（栗色）                                         | Hayatake 1939年（棗色）              | Hiryu           | Yinkari                  |
| 繁殖雌馬 Hayanobori 1949年（栗色）                                         | Daigo Buchanum Beauty 1941年（栗色） | Tournesol       | Gainsborough             |
| 繁殖雌馬 Hayanobori 1949年（栗色）                                         | Daigo Buchanum Beauty 1941年（栗色） | Tournesol       | Soliste                  |
| 繁殖雌馬 Hayanobori 1949年（栗色）                                         | Daigo Buchanum Beauty 1941年（栗色） | Buchanum Beauty | Shian Mor                |
| 繁殖雌馬 Hayanobori 1949年（栗色）                                         | Daigo Buchanum Beauty 1941年（栗色） | Buchanum Beauty | Daisan Beautiful Dreamer |
| 雌系：號族：12                                                             |                                      |                 |                          |
| 五代內近親交配：Gainsborough 4×4、Sun Worship 4×5、Gallorette + 美寶莉 5×5 |                                      |                 |                          |

## 命名由來
名字Shinzan（シンザン），是馬主橋元幸吉交託練馬師武田文吾取名時，武田取其外孫、亦即日後之騎師栗田伸一（栗田勝的哲嗣）名字中的「伸」（シン）字結合「山」（ザン）字組成，香港則取音譯，翻譯為「新山」，但是按照京都競馬場銅像上的資料，實際翻譯應是「神贊」。

## 外部連結
- 新山 netkeiba.com （页面存档备份，存于）
- 血統表 （页面存档备份，存于）